# منطقه هیورینگ لندن
منطقه هیورینگ لندن (به انگلیسی: London Borough of Havering) یک منطقه در بریتانیا است که در لندن بزرگ واقع شده‌است.
این منطقه ۱۱۲.۲۷ کیلومتر مربع مساحت و ۲۳۰٬۱۰۰ نفر جمعیت دارد.

## خواهرخوانده
شهرهای لودویگسهافن و Hesdin خواهرخوانده‌های منطقه هیورینگ لندن هستند.